# Sam Fox

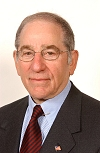
Sam Fox

Sam Fox (* 9. Mai 1929 in Desloge, Missouri; † 2. Dezember 2024 in St. Louis, Missouri) war ein US-amerikanischer Unternehmer und Diplomat.

## Leben
Fox wuchs in Desloge im St. Francois County auf. Er studierte an der Washington University in St. Louis. Fox war Gründer, Vorsitzender und CEO von Harbour Group Ltd. Von 2007 bis 2009 war er als Nachfolger von Tom C. Korologos Botschafter der Vereinigten Staaten in Belgien.
2006 benannte die Washington University die Sam Fox School of Design and Visual Arts nach ihm. Des Weiteren war er Ehrendoktor der Saint Louis University sowie der Washington University.